# Bongan
Bongan is een bestuurslaag in het regentschap Tabanan van de provincie Bali, Indonesië. Bongan telt 6634 inwoners (volkstelling 2010).